# Школа свести
Школа свести (санскрт: विज्ञानवाद vijñāna-vāda виђнана-вада) је била једна од две главне школе махајана будизма. Заступала је идеализам спознајне свести, тврдећи да је само свест (виђнана) стварна, док објекти свести нису. Због практиковања јоге била је такође позната као пракса јоге (санскрит: योगाचार yogācāra јогачара).
Према школи свести, све се одвија у свести, па изван спознајне свести нема ничега. Они су тврдили да је свест једина стварност и да разноликост емпиријских феномена потиче од погрешно схваћених менталних пројекција.
Њој је била супротстављена школа средњег пута, позната и као школа празнине, која је тврдила да су и субјекат и објекат свести нестварни. Обе школе се у елементарном виду појављују већ у најранијем палијском будизму.
Школа свести је била посебно утицајна у 4. веку. У кинеском будизму је прихваћена под називом Hsing tsung (школа универзалног ума или свеопштег духа). Ова школа прокрчила је пут за тантричку синтезу вађрајане и играла је важну улогу у развоју будизма на Тибету и на Далеком истоку.

## Назив
Назив јогачара (санскрит: योगाचार yogācāra - упражњавање јоге) се јавио услед истицања прочишћавања свести помоћу јоге. Стога се назив виђнана-вада односи на спекулативни, а јогачара на практични аспект ове школе.

## Настанак
Школа свести се, с једне стране, јавила као реакција на школу празнине, по којој су и субјекат и објекат свести нестварни, односно читава стварност је празнина (шуњата). Према јогачарама, појава илузије показује да свест може имати садржај без одговарајућег предмета изван себе. Ово показује „самосадржану природу свести", јер такозвани предмет или „садржај“ је исход унутрашње промене свести. Свет је ништаван, јер је »без упоришта« (нир-аламбана) изван круга наше свести. Тако школа празнине представља критику појавности засновану на логици, а школа свести на психологији. Насупрот пренаглашено интелектуалној и негативној анализи коју је подучавала шуњавада, јогачаре су настојали да обнове важност медитативне праксе.
С друге стране, ова доктрина је била реакција на тврдње теравадинске школе абидарме да постоји одређен стални број стварних дарми, психичких „атома“ од којих је сачињена свеколика егзистенција. То, према јогачарама, подразумева приписивање стварног постојања коначним не-ентитетима.
Школа свести је израсла из Ланкаватара сутре и сличних текстова, који су универзум сматрали менталном грађевином без икаквог основа у реалности. Ову доктрину су почели да пропагирали браћа Асанга и Васубанду, који су развили идеју "све је мисао" (citta matray), која има базу у „упоришној свести" (alavavijnana), у којој се искуства акумулирају у виду кармичке енергије.

## Учење
Само је свест стварна, стога човек задубљен у медитацију остварује истину. Јогачара („практикант јоге“) види оно што јесте онаквим какво заиста јесте. Пошто постоји само свест, једино она и прима погрешне утиске и ствара погрешне склопове, те треба да буде очишћена од својих погрешних дуализама и илузија.

### Трајна свест
Школа свести је развијала идеје већ присутне у ранијем будизму, укључујући идеју да се од пет гомила само свест преноси из једног живота у други. Ова школа је развила доктрину о „упоришној свести“ (ālaya-vijñāna), под којом се подразумева чиста свест, пре него што се издвоји као супстрат људског ума. Ова „ускладиштена свест“ на тај начин игра улогу трајног „ја“, премда јогачаре, у складу са својим будистичким начелима, поричу постојање сопства. Због тога су били оптужени за покушај помирења онога што се помирити не може.
Ово гледиште је донекле слично хиндуистичком схватању о универзалном браману и највише се приближило ведантском идеализму и општим индијским традицијама. Од ведантског идеализма се разликује по томе што научава, као и све друге будистичке школе, нестварност самосвојства личности (пудгала-наиратмја).

### Три Будина тела
Виђнана-вадинима се често приписује заслуга за формулацију доктрине о Три Будина тела (три каја), иако су они само систематизовали идеје које се срећу у ранијем будизму. Три Будина тела схватају на следећи начин:
- Нирмана-каја је чисто имагинарна; само изгледа да се Будина природа јавља у обичном људском постојању.
- Самбхога-каја
- Дхарма-каја представља вечну, истинску Будину природу.

Различити буде могу имати различита нирмана, па чак и самбхога тела, али сви чине једну вечну дхарма-кају, која је неспознатљива, осим што је може схватити Буда у себи самоме.

### Три врсте истине
Доктрину о три тела је разрадио Асанга, повезавши је са схватањем о три врсте истине:
- Парикалпита је уобичајена истина, тј. појмови засновани на чулном опажању, који нису доиста садржани у опаженом, али му се приписују.
- Паратантра је испитана истина, тј. појмови код којих је испитан узрок из којег су поникли, као и услови њиховог пропадања. Ова друга врста истине задире дубље од уобичајене истине.
- Париниспана је коначна или врховна истина, код које нема порекла и пропадања, која је непроменљива и лишена разликовања субјекта и објекта.

### Три ступња спознаје
Такође се разликују и три ступња спознаје:
- Парикалпита (илузорна)
- Паратантра (емпиријска) и
- Паринишпанна (апсолутна), која је ослободилачка, а постиже се, према Будином поређењу, „пливањем против струје“.

Истицањем религијског елемента спознаје, спознајни идеализам ове школе се брзо развио у разне облике гностичке метафизике, посебно у учењу о „усавршењу спознаје“ (прађна-парамита; корен ђна одговара грчком гноса).

## Представници
Главни представници јогачаре су били Асанга и његов брат Васубандху. Из ове су школе изишли у средњем веку најславнији индијски логичари Дигнага (5. век), Дхармакути (7. век), Камалаштла (8. век) и други. Учење је рано пренесено у Кину. У 11. веку ју је Атиша пренео у Тибет из Наланде, древног универзитета који је тада био пред пропашћу због исламске најезде.
Постоји обиље јогачара литературе, а већина је заступљена у преводима са санскрита на тибетански и кинески језик.

## Утицаји
Поред тога што су експлицитно истакли идеје које су извели из ранијих ступњева будистичке мисли, јогачаре су створили темељ за даљи развој, превасходно вађрајане. У Тибету се учење изродило у тантризам (ритуалистичку симболику и магију).